# Kassam Stadium
Kassam Stadium – stadion piłkarski w Oksfordzie, Anglia. Nazwa stadionu pochodzi od nazwiska byłego prezesa klubu Oxford United, Firoza Kassama.